# Cliptástico 2: El Top 10 musical de Phineas y Ferb
Phineas and Ferb's musical cliptastic countdown 2 (conocido en Latinoamérica como El cliptástico 2 Top 10 musical de Phineas y Ferb y en España como Phineas y Ferbnomenales Videos musicales 2), es el segundo episodio especial musical de Phineas y Ferb. Consiste en una participación de todos los seguidores del programa de Latinoamérica, Brasil y España, en el que tenían que ingresar a la página de Internet de Disney Channel correspondiente a su zona para votar por las 10 mejores canciones que consideraran tenía el programa.  La votación estuvo abierta casi 1 mes, ya se ha cerrado. A pesar de haberse emitido este especial en varios países gracias a Disney Channel Latinoamérica, Disney Channel Brasil y Disney Channel España, no fue una secuela oficial de Phineas and Ferb's Musical Cliptastic Countdown.

## Canciones disponibles para votar (BrasilyLatinoamérica)
- En la batidora social - Animando a Candace  ganó
- La montaña rusa - La montaña rusa, el musical  ganó
- Regresa, Perry - ¡Oh ahí estás Perry!  ganó
- Tuyo el verano es - Phineas y Ferb: Tuyo el verano es  ganó
- Escuchen bien - Atravesando muros  ganó
- Les va a ir mal - La montaña rusa, el musical  ganó
- ¿Cuándo me llama? - El acuario de Phineas y Ferb  ganó
- ¿Qué es lo que hace? - ¿Qué es lo que hace?  nominó
- Isa está esponjada - Rodeo robot  ganó
- Llegando a Tokio (versión extendida) - Phineas y Ferb: Tuyo el verano es  ganó
- Allá en Gimmelshtump - La montaña rusa, el musical  nominó
- Malvado amor - La casa del ornitorrinco  ganó
- Tú no eres Ferb - La invasión de los alienígenas  nominó
- El todo terreno - El secreto del éxito  nominó
- Nunca logre ganarme su corazón - Thaddeus y Thor  nominó
- Carpe Diem - La montaña rusa, el musical  nominó
- Viaje de bodas - El gran día de Candace  nominó
- Rodeo robot - Rodeo robot  nominó
- Me obedecerán a la manera vaquera - Viaje en burbuja  nominó
- Candace fiesta - La fiesta de Candace  nominó

## Canciones disponibles para votar (España)
Todas las canciones seleccionadas, son de la segunda temporada de la serie, excepto "Solas tú y yo" y "¡Ríndete!" que pertenecen a la tercera temporada. 
- Montaña Rusa – La montaña rusa, ¡el musical!
- Vuelve al hogar – ¡Ah, estás ahí, Perry!
- ¿Qué sabe hacer? – ¿Qué sabe hacer?
- Todos los terrenos – El secreto del éxito
- El Calipso Primate – Vacaciones Hawaianas de Phineas y Ferb : Parte 1
- Mamífero Móvil – La brusca Suzy
- ¡Ríndete! – El último tren a Villa Pillar
- Solas tú y yo – Canderemy
- Isa tiene rizos – Rodeo de robots
- Es un día genial – Entrevista con un ornitorrinco
- El Club del Herrete – El tema del día
- ¿Cuándo me llamará? – El acuario del jardín
- Mi madre – Tadeus y Tor
- Al despegue – El avión, el avión
- Dadme una nota esta vez – Los Baljeatles
- Soy yo – Brusquedad Vanesaria
- No tan mal papá – Buscando a Mary McGuffin
- La Atlántida – Atlántida
- Lo atraviesas tú – Pasaba por aquí...
- Rompiendo conmigo – Personalidad dividida

## Canciones ganadoras (Brasil)
Estas son las 10 canciones ganadoras en Brasil.
| Puesto | Canción                          | Capítulo                         |
| ------ | -------------------------------- | -------------------------------- |
| 10     | "Malvado amor"                   | "Chez ornitorrinco"              |
| 09     | "Vão se afundar"                 | "Montanha-russa: O musical!"     |
| 08     | "Quando é que ele vai me ligar?" | "Aquário no quintal"             |
| 07     | "Izzy está com frizzie"          | "Rodeio de robôs"                |
| 06     | "Bem-vindo a Tóquio"             | "Este é o teu verão"             |
| 05     | "Embaralhar suas moléculas"      | "Transpassando sólidos"          |
| 04     | "Roda de solteiros"              | "Levantando o astral da Candace" |
| 03     | "Montanha-russa"                 | "Montanha-russa, O musical!"     |
| 02     | "O verão è pra vôce"             | "Este é o teu verão"             |
| 01     | "Perry volta pra nós"            | "Ah, aí está você, Perry! "      |

## Canciones ganadoras (Latinoamérica)
En Latinoamérica estas son las 10 canciones elegidas de las 20.
| Puesto | Canción                 | Intérprete/s                                  | Episodio                            |
| ------ | ----------------------- | --------------------------------------------- | ----------------------------------- |
| 10     | "Malvado amor"          | Heinz Doofenshmirtz y su novia                | "La casa del ornitorrinco"          |
| 09     | "Les va a ir mal"       | Candace Flynn, Stacy Hirano y Jenny           | "La montaña rusa, el musical"       |
| 08     | "¿Cuándo me llama?"     | Candace y Jeremy                              | "El acuario de Phineas y Ferb"      |
| 07     | "Escuchen bien"         | Bobby Fabuloso                                | "Atravesando muros"                 |
| 06     | "La montaña rusa"       | Phineas, Ferb y los chicos en la montaña rusa | "La montaña rusa, el musical"       |
| 05     | "Isa está esponjada"    | Isabella García-Shapiro                       | "Rodeo robot"                       |
| 04     | "Llegando a Tokio"      | Primas de Stacy                               | "Phineas y Ferb: Tuyo el verano es" |
| 03     | "En la batidora social" | Todos en la batidora                          | "Animando a Candace"                |
| 02     | "Tuyo el verano es"     | Todos en el jardín                            | "Phineas y Ferb: Tuyo el verano es" |
| 01     | "Regresa, Perry"        | Todos en el balcón                            | "¡Oh ahí estás Perry!"              |

## Ranking canciones (España)
Después de cerrar las votaciones y durante toda una semana (del 28 de noviembre al 2 de diciembre), Disney Channel España, realizó una programación especial de la serie, con motivo del estreno en televisión de la película Phineas y Ferb: A través de la segunda dimensión. Se emitió un maratón cuenta atrás de todos los capítulos en los cuales aparecían las canciones que habían estado disponibles para votar, intercalándolos con otros capítulos de Phineas y Ferb, e indicando el puesto en el cual habían quedado dichas canciones. Finalmente, el viernes 2 de diciembre se dieron a conocer las 10 mejores canciones y seguidamente se emitió la película.
| Puesto | Canción                   | Capítulo                                           |
| ------ | ------------------------- | -------------------------------------------------- |
| 20     | "¿Qué sabe hacer?”        | "¿Qué sabe hacer?”                                 |
| 19     | "Lo atraviesas tú"        | "Pasaba por aquí..."                               |
| 18     | "Es un día genial"        | "Entrevista con un ornitorrinco"                   |
| 17     | "La Atlántida"            | "Atlántida"                                        |
| 16     | "El Calipso Primate"      | "Vacaciones Hawaianas de Phineas y Ferb : Parte 1" |
| 15     | "Todos los terrenos"      | "El secreto del éxito"                             |
| 14     | "Mi madre"                | "Tadeus y Tor"                                     |
| 13     | "Solas tú y yo"           | "Canderemy"                                        |
| 12     | "¡Ríndete!"               | "El último tren a Villa Pillar"                    |
| 11     | "Al despegue"             | "El avión, el avión"                               |
| 10     | "No tan mal papá"         | "Buscando a Mary McGuffin"                         |
| 09     | "Montaña Rusa"            | "La montaña rusa, ¡el musical!"                    |
| 08     | "Mamífero Móvil"          | "La brusca Suzy"                                   |
| 07     | "Soy yo"                  | "Brusquedad Vanesaria"                             |
| 06     | "¿Cuándo me llamará?”     | "El acuario del jardín"                            |
| 05     | "Isa tiene rizos"         | "Rodeo de robots"                                  |
| 04     | "El Club del Herrete"     | "El tema del día"                                  |
| 03     | "Dadme una nota esta vez" | "Los Baljeatles"                                   |
| 02     | "Vuelve al hogar"         | "¡Ah, estás ahí, Perry!"                           |
| 01     | "Rompiendo conmigo"       | "Personalidad dividida"                            |